# Racetrack Playa

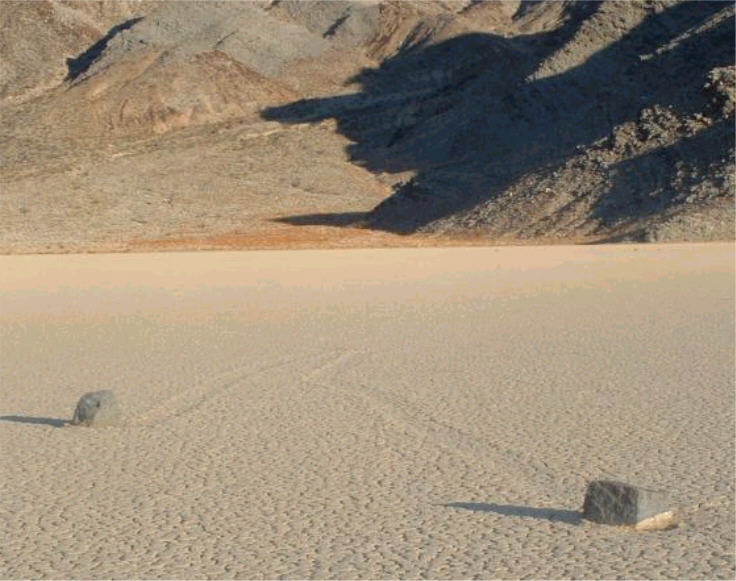
Wędrujące kamienie Racetrack Playa

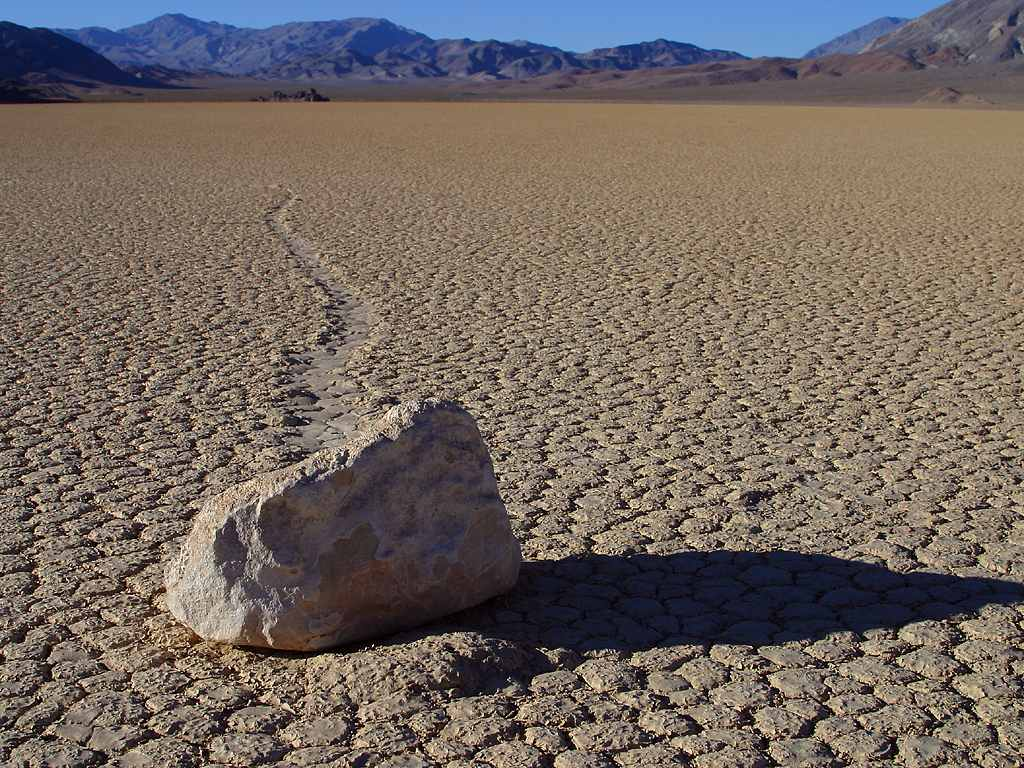
Wędrujący kamień Racetrack Playa

Racetrack Playa (ang. racetrack: „tor wyścigowy” + hiszp. playa: „plaża”; w terminologii amerykańskiej playa to „dno wyschniętego jeziora”) – wyschnięte, słone jezioro na terenie Parku Narodowego Dolina Śmierci w hrabstwie Inyo stanu Kalifornia.
Położone na wysokości 1130 m n.p.m. pomiędzy górami Cottonwood na wschodzie i pasmem Last Chance Range na zachodzie. Długie na ok. 4,5 km i szerokie na ok. 2 km wzdłuż osi wschód-zachód. Słynie z „wędrujących kamieni”, których drogi nikt nie był naocznym świadkiem.
Podczas pory deszczowej, woda spływa z pobliskich zboczy, tworząc na krótki czas płytkie jezioro lub cienką warstwę błota. Roczna suma opadów 75–100 mm, zimą warstewka lodu może mieć grubość 25–65 mm. Wysychając, ziemia kurczy się i pęka. Jest zaskakująco płaskie. Różnica poziomu między północnym a południowym krańcem wynosi ok. 4 cm.

## Wędrujące kamienie
Najwięcej wędrujących kamieni znajduje się ok. 260 metrów od wysokiego stoku z dolomitu (także ze skał magmowych i sjenitu) na południowym krańcu jeziora. Zjawisko nigdy nie zostało sfilmowane. Podobne, choć mniej zachwycające, można znaleźć na pobliskich jeziorach. Ślady mogą być długości dziesiątek, a nawet setek stóp, szerokie na 8–30 cm i głębokości nie mniej niż 25 mm. Zmiany zauważane są tylko co dwa, trzy lub cztery lata. Kamienie czasem przewracają się, zmieniając nieco kształt ścieżki.
W 1948 geologowie Jim McAllister i Allen Agnew przeprowadzili gruntowne badania. Naukowcy National Park Service opublikowali swe wyniki w magazynie Life z wieloma fotografiami. Dolina Śmierci należy nie tylko do najsuchszych, ale też do najbardziej wietrznych miejsc na świecie. Wąskie wąwozy mogą wzmacniać siłę wiatru, a pionowe ściany dać efekt wiatru odbitego. Jeśli w tym czasie, dno jeziora jest błotniste, kamienie nie powinny mieć problemów z poruszaniem się. W 1955, geolog George M. Stanley opublikował pracę sugerującą, że niektóre głazy są zbyt ciężkie.
W maju 1968 Bob Sharp i Dwight Carey rozpoczęli próby monitorowania zjawiska. Dwadzieścia pięć lat później trzydzieści kamieni ze świeżymi śladami zostało oznaczonych etykietkami, a ich położenie oflagowane. Każde z nich otrzymało imię. Zapisywano zmiany położenia kamieni w okresie siedmiu lat. Sharp i Carey także byli zwolennikami teorii o wietrze, błocie i lodzie. By ją sprawdzić, ogrodzono wybrane kamienie. Zagroda szerokości ok. 1,7 m ułożona dookoła 7,5 cm kamienia ważące ok. 0,5 kg. Wzdłuż szlaku kamienia umieszczono siedem segmentów metalowych prętów co 64–76 cm. Jeśli lód lub wiatr jest przyczyną, druty powinny zwolnić lub zniekształcić spacer. W żadnym przypadku tak się nie stało.Pierwszej zimy kamień trafił w pręty, kiedy poruszył się o 8,5 cm w kierunku północno-zachodnim. Dwa cięższe kamienie umieszczono w jednej zagrodzie. Ruszyły pięć lat później w tym samym kierunku, ale jego towarzysz nie drgnął tymczasem po pierwszej kontroli. To mogło by wskazywać, że jeśli lód jest jedną z przyczyn, to nie ma wielkiego znaczenia.
Początkowo dziesięć z dwudziestu pięciu wyznaczonych kamieni ruszyło pierwszej zimy wraz z kamieniem Mary Ann(oznaczonym jako A – niektórzy naukowcy nadają kamieniom imiona żeńskie) przemierzając ok. 64,5 metrów. Podczas dwóch następnych, monitorowanych zim także zaobserwowano to zjawisko. Nigdy w porze letniej. Kamień Nancy (oznaczony H) o przekroju 6,5 cm był najmniejszym z nich. Poruszył się o ok. 262 metrów i była to najdłuższa łączna odległość. Najdłuższy, pojedynczy spacer wyniósł ok. 201 metrów. Największy z kamieni ważył 36 kg.
Kamień Karen (oznaczony J) był dwudziestym dziewiątym z kamieni kategorii 48–51 cm. Wagę oceniono na ok. 320 kg. Podczas badań nigdy się nie poruszył. Za nim jednak znajdował się długi szlak, co uważano za skutek upadku z pobliskich wzgórz. Jednakże zniknął przed majem 1994, prawdopodobnie zimą 1992/1993. Usunięcie kamienia byłoby bardzo trudne do wykonania dla ludzi, a ewentualna ciężarówka lub inny pojazd, musiałby pozostawić trwałe ślady.
Profesor John Reid sprowadził sześciu doktorantów z Hampshire College i Uniwersytetu Massachusetts w 1995. Stwierdzili, że w wąskich dolinach wiatr jest ściśnięty, a przez to wzmocniony. Niektóre twory geologiczne spowalniają go. Tym sposobem wiatry blisko powierzchni jeziora mogą osiągać prędkość 145 km/h zimą. Uważa się, że o połowę niższa siła wystarczy, by poruszyć wiele z badanych kamieni.
W roku 2013 naukowcom udało się bezpośrednio zaobserwować „wędrówkę kamieni” i odkryć w jakich warunkach zjawisko to występuje. Eksperyment rozpoczął się w 2011 roku, naukowcy wyposażyli wówczas kilkanaście kamieni w precyzyjne odbiorniki GPS i ustawili w dolinie automatyczną stację meteorologiczną rejestrującą warunki atmosferyczne. Zjawisko zaobserwowano 21 grudnia 2013 roku gdy badacze przypadkowo byli wówczas w dolinie i mogli szczegółowo obserwować jego przebieg. Do zajścia zjawiska, jak się okazało, konieczny jest rzadka kombinacja warunków:
- po ulewnych deszczach dno doliny musi być pokryte warstwą wody głęboką na kilka centymetrów, tak aby możliwe było utworzenie się pływającej warstwy lodu, ale nie wyższe by woda nie zakrywała całkowicie kamieni;
- w mroźną noc na powierzchni musi wytworzyć się warstwa lodu o odpowiedniej grubości: zbyt cienki nie będzie dość wytrzymały, zbyt gruby spowoduje miejscami zamarznięcie zbiornika do dna;
- za dnia słońce musi ogrzać lód tak, by pękł on tworząc duże pływające po powierzchni wody płaty.

W takich warunkach nawet stosunkowo słaby wiatr wystarczy, by wprawić w ruch płaty lodu, a te będą przenosić kamienie. Kamienie poruszają się stosunkowo powoli, z prędkością kilku metrów na minutę. Ruch ten jest trudny do zaobserwowania gołym okiem z większej odległości, ze względu na brak stałych punktów odniesienia. Jest więc możliwe, że turyści byli już wcześniej świadkami wędrówki, ale jej po prostu nie zauważali.